# كارولينا نيورات
كارولينا نيورات (بالسويدية: Carolina Neurath)‏ (17 نوفمبر 1985) صحفية وكاتبة سويدية.  وهي متخصصة في كتابة المقالات التجارية لصحيفة سفينسكا داغبلادت.